# Károly Weichelt
Károly Weichelt, noto anche come Carol Weichelt (Oradea, 2 marzo 1906 – 4 luglio 1971), è stato un calciatore rumeno, di ruolo portiere.